# Theodor Heinsius
Pour les articles homonymes, voir Heinsius.
Otto Friedrich Theodor Heinsius, né le 6 septembre 1770 à Tschernow (Prusse) et mort le 19 mai 1849 à Berlin, est un grammairien et lexicographe allemand.

## Biographie
Il est le fils d'un surintendant qui a accompagné Frédéric le Grand lors de la guerre de Sept Ans. De 1788 à 1790, il fréquente le lycée de Joachimsthal de Berlin et étudie la théologie, la philologie et la pédagogie à l'Université de Halle de 1790 à 1793. Docteur en philologie, il est nommé professeur associé le 3 février 1794 au lycée Frédéric-Guillaume de Berlin. Du 4 avril 1801 à 1847, il est professeur et recteur lycée berlinois du monastère franciscain où il enseigne la langue et la littérature allemandes. et, à partir de 1803, directeur d'une école supérieure pour filles à Berlin.
En 1814, avec Johann August Zeune et Friedrich Ludwig Jahn, il fonde la Société berlinoise pour la langue allemande. De nombreuses lettres de Heinsius au directeur du lycée Johann Joachim Bellermann ont survécu. Le 31 mai 1833, il participe au banquet du soixantième anniversaire de Ludwig Tieck.
Max Stirner, en 1842, dans son article de journal Das unwahre Princip unserer Erziehung (Le faux principe de notre éducation), s’oppose aux conceptions de l'éducation de Heinsius,,.
À Berlin, Heinsius était membre de la loge maçonnique Pythagoras zum flammenden Stern. Sa tombe se trouve au cimetière Sainte-Marie et Saint-Nicolas I du Berlin-Prenzlauer Berg.

## Œuvres
- Nouvelle grammaire allemande, 3 vol, 1801
- Dictionnaire national de la langue allemande, Hanovre, 4 vol, 1818-1822